# Zelotes gladius
Zelotes gladius este o specie de păianjeni din genul Zelotes, familia Gnaphosidae, descrisă de Kamura, 1999. Conform Catalogue of Life specia Zelotes gladius nu are subspecii cunoscute.